# Udange
Udange (allemand : Udingen/Üdingen, luxembourgeois : Eiden) est un village de la ville belge d'Arlon située en Région wallonne dans la province de Luxembourg. Avant la fusion des communes de 1977, il faisait partie de la commune de Toernich.
Situé à 7 kilomètres au sud-ouest du centre de la ville d'Arlon, c'est un village typique de la Lorraine belge. Il est bordé, au sud, par le Schleischmülhen, un affluent de l'Udingerbach, qui se jette ensuite dans la Messancy. 
Udange comptait 535 habitants au 31 décembre 2012.

## Étymologie
La forme ancienne Udingen date de 1473. La finale -ange (germanique -ingen) signifie « chez ceux de » ; Udo est un anthroponyme germanique.

## Éléments d'histoire
Udange fit partie de la seigneurie de Koerich et Udange (mairie de Habergy, duché de Luxembourg) et de la paroisse de Wolkrange.
Le village fusionna avec Toernich sous le régime français.
Le 7 janvier 1945, un Boeing B-17 Flying Fortress, le fameux bombardier américain de la Seconde Guerre mondiale, s'écrase à quelques pas d'Udange.

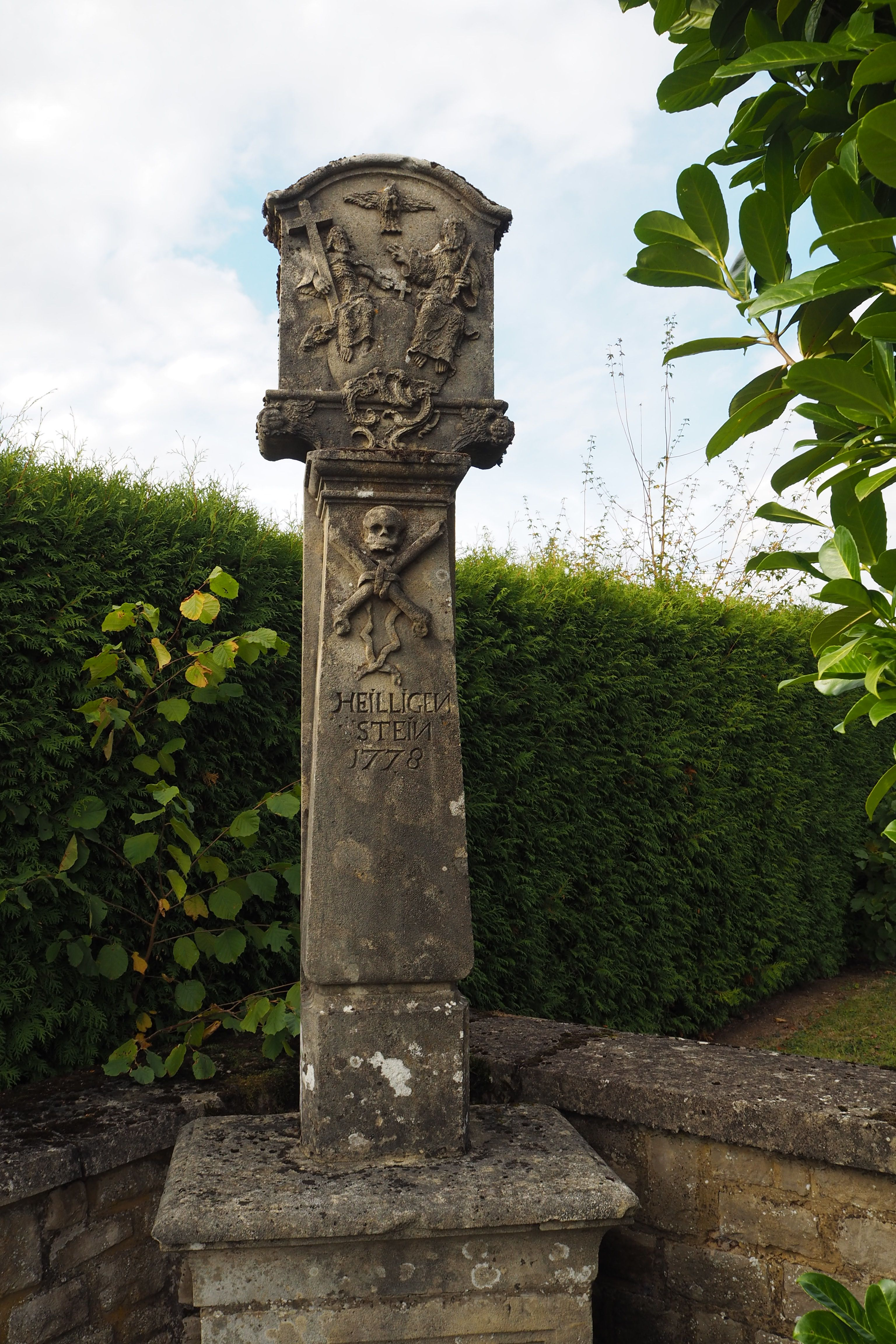
Croix de la 'Trinité', à Udange (1778)

## Patrimoine
- L'église Saint-Servais[2]
- Quatre croix de pierre de grande ancienneté. Deux sont des 'calvaires', et l'une illustre la 'Trinité'.
- Burgschlass d'Udange: un fortin antique avec maçonnerie du haut moyen âge [3];
- Le bois d'Udange est une des seules forêts primaires de Belgique[réf. nécessaire]. Il n'a pas été planté par l'homme et est un des rares vestiges de la forêt primitive qui recouvrait notre pays autrefois. C'est donc pour cela que cette forêt est extrêmement fragile. Elle est composée en majeure partie de hêtres (Fagus sylvatica) qui se reproduisent grâce à leurs graines (faines) que les chercheurs viennent chercher ici de l'Europe entière[réf. nécessaire].